# Гертлер, Марк
Марк Гертлер (англ. Mark Gertler; 9 декабря 1891 год, Лондон — 23 июня 1939 год, там же) — английский художник.

## Биография
Марк Гертлер родился 9 декабря 1891 года в городе Лондоне в семье еврейских эмигрантов из Австро-Венгрии (ныне — территория Польши). Получив стипендию, изучал живопись в престижной лондонской Школе изящных искусств Слейд (1908—1912). Во время учёбы рисовал преимущественно портреты членов своей семьи, в первую очередь — матери. В этот период Гертлер познакомился с такими художниками, как Пол Нэш, Эдуард Уодсворт, Кристофер Невинсон, Стэнли Спенсер; был в близких отношениях с эксцентричной художницей Дорой Каррингтон.
Гертлеру покровительствовала известная лондонская меценатка Оттолайн Моррелл, представившая его Уолтеру Сикерту, основателю лондонской художественной группы Кэмден Таун и введшая Гертлера в круг группы Блумсбери.
Марк Гертлер был известен в Англии начала XX века как превосходный портретист и пейзажист. Писал также натюрморты. Член Нового английского художественного клуба (NEAC). В 1914 году художник начинает работать под покровительством влиятельного художественного критика, искусствоведа и мецената Эдуарда Марша. Это сотрудничество продолжается два года, после чего пацифист по убеждениям Гертлер разрывает отношения с Маршем, ставшим членом военного кабинета у У. Черчилля. Его ближайшим товарищем в этот период был переводчик С. С. Котелянский, дружба и переписка с которым длилась до конца жизни художника.
В начале 1920-х годов у Гертлера обнаруживается туберкулёз, и он вынужден провести курс лечения в санатории. Вскоре после этого умирают — также от туберкулёза — его ближайшие друзья, писательница Кэтрин Мэнсфилд и Д. Г. Лоуренс.
В 1930-х годах художник преподаёт в вестминстерской Школе искусств. В это время картины Марка Гертлера едва продавались. Организованная в конце 30-х годов выставка его работ провалилась, вскоре после чего художник покончил жизнь самоубийством в своей мастерской.

## Образ в литературе
Марк Гертлер послужил прообразом для таких литературных персонажей, как Лёрке во Влюблённых женщинах Д. Г. Лоуренса и Гомбольд в романе Олдоса Хаксли Жёлтый Кром.

## Галерея
- Избранные полотна М. Гертлера